# Арсеньевский район
Арсе́ньевский район — административно-территориальная единица (район) и муниципальное образование (муниципальный район) в Тульской области России.
Административный центр — посёлок городского типа (рабочий посёлок) Арсеньево.

## География
Расположен на юго-западе Тульской области, на западных отрогах Плавского плато Среднерусской возвышенности. Граничит с Белёвским, Одоевским, Плавским и Чернским районами Тульской области, с Болховским районом Орловской области. Площадь 1 095 км².

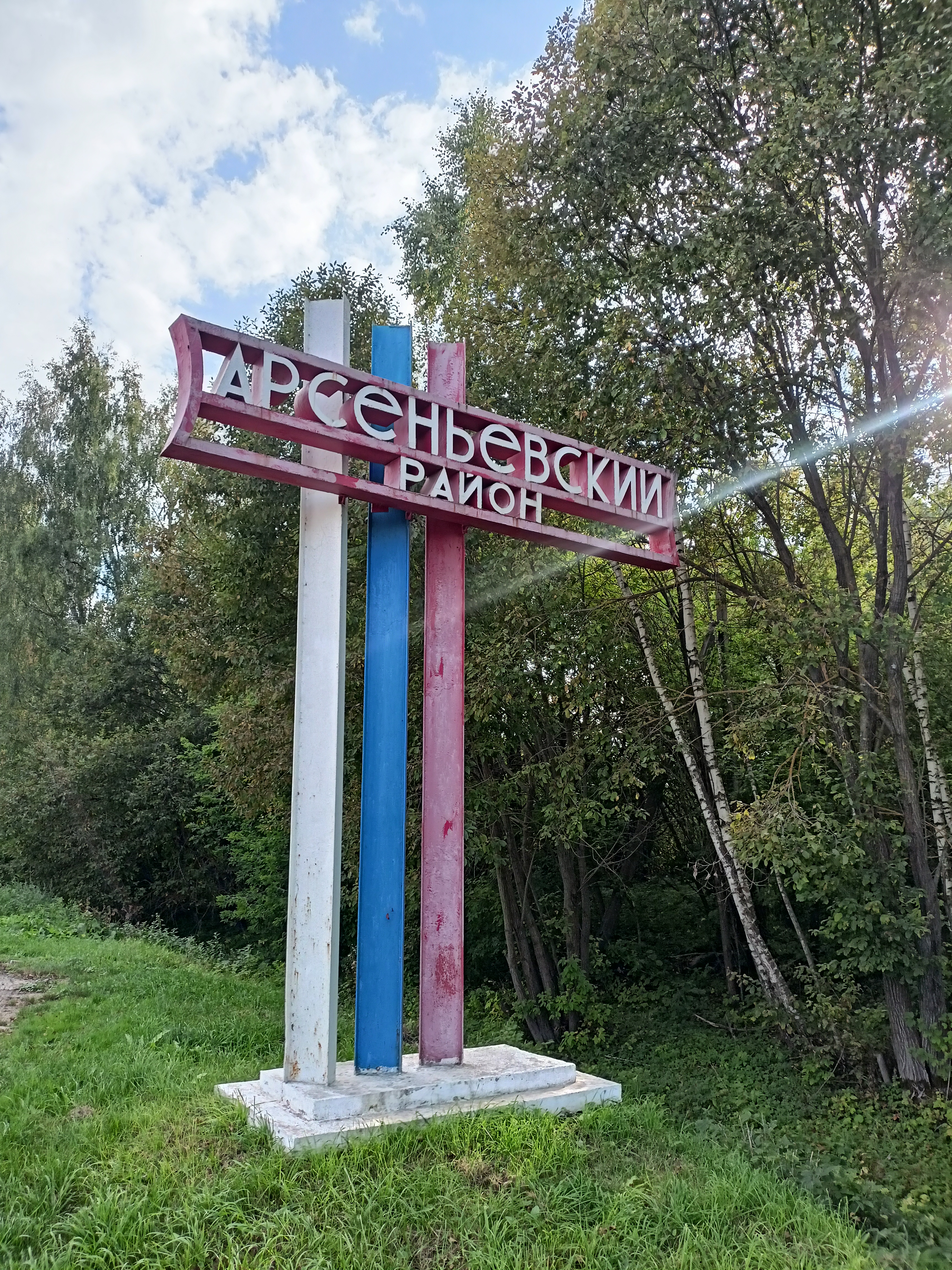

Рельеф сильно изрезанный, повышается с запада на восток. С увеличением высоты повышается и плодородность почв — от дерново-подзолистых в западной части до чернозёмов на востоке. Две трети площади района занимают земли сельхозназначения. Из полезных ископаемых промышленного значения выявлены перспективные залегания и мощные запасы известняков и доломитов, стеклообразующих песков, песчано-гравийных смесей, суглинков, огнеупорных и тугоплавких глин, торфяников и минеральной воды.
Гидрографическая сеть района представлена реками Ока и Иста, их притоками Истичка, Журка, Камеша, Малая Снежедь в южной и центральной частях и реками Мизгея (приток Упы), Холохольня (приток Плавы) с впадающими в неё Тырней и Железницей. Кроме рек, имеются многочисленные ручьи по днищам балок, пруды и водоёмы.

## История
До революции территория нынешнего Арсеньевского района входила в состав Белёвского и Орловского уездов. Многие его села и деревни упоминаются ещё в Писцовых книгах 1630—1632 годов. Своё наименование район получил от названия железнодорожной станции, а та, в свою очередь, была названа так в 1897 году потому, что только при таком условии здешний помещик Андриан Андрианович Арсеньев дал своё согласие на прокладку через его земли железнодорожной линии.
Район образован 28 июня 1924 года в результате районирования в составе Белёвского уезда Тульской губернии. С 1926 года после упразднения уездов район находился в прямом подчинении Тульской губернии.
12 июля 1929 года в результате упразднения губерний Арсеньевский район вошёл в состав Тульского округа Московской области. В состав района на тот момент входили сельсоветы: Астаповский, Бандиковский, Белоколодезный, Бобровский, Борщевский, Будковский, Варваринский, Вязовский, Гольтяевский, Гришинский, Журинский, Захаровский, Ивановский, Красновский, Кузменский, Лучанский, Меркуловский, Мокровский, Манаенский, Парахинский, Покровский, Рахлеевский, Рязанцевский, Стрикинский, Троицкий, Фурсовский, Часовенский и Ясенковский. В то же время к нему были присоединены Аранский, Голубцовский, Гремячковский, Комаревский, Кругливановский, Лелюхинский, Литвиновский, Полянский и Рыданский сельсоветы Комаревского района, а также Галичский сельсовет Одоевского района. 20 мая 1930 года Галичский сельсовет был возвращён в Одоевский район.
26 сентября 1937 года район вошёл в состав вновь образованной Тульской области. 1 февраля 1963 года, указом Президиума Верховного Совета РСФСР было произведено укрупнение районов области и их число сократилось до 10 сельских и промышленных, Арсеньевского среди них не оказалось. Но 3 марта 1964 года таким же Указом в составе Тульской области был образован Арсеньевский сельский район, 12 января 1965 года преобразованный в Арсеньевский район.

## Население
Район
| 1959    | 1970    | 1979    | 2002    | 2009    | 2010    | 2011    | 2012    | 2013    |
| ------- | ------- | ------- | ------- | ------- | ------- | ------- | ------- | ------- |
| 20 110  | ↘16 398 | ↘14 209 | ↘12 730 | ↘12 702 | ↘10 347 | ↗10 358 | ↘10 174 | ↘10 119 |
| 2014    | 2015    | 2016    | 2017    | 2018    | 2019    | 2020    | 2021    |         |
| ↘10 082 | ↘9937   | ↘9760   | ↘9685   | ↘9611   | ↘9570   | ↘9471   | ↗9484   |         |

Муниципальный район
| 1959    | 1970    | 1979    | 2002    | 2009    | 2010    | 2011    | 2012    | 2013    |
| ------- | ------- | ------- | ------- | ------- | ------- | ------- | ------- | ------- |
| 20 110  | ↘16 398 | ↘14 209 | ↘12 730 | ↘12 702 | ↘10 347 | ↗10 358 | ↘10 174 | ↘10 119 |
| 2014    | 2015    | 2016    | 2017    | 2018    | 2019    | 2020    | 2021    |         |
| ↘10 082 | ↘9937   | ↘9760   | ↘9685   | ↘9611   | ↘9570   | ↘9471   | ↗9484   |         |

Урбанизация
Городское население административного района (посёлки городского типа Арсеньево и Славный) составляет 69,32 % от всего населения района.
Городское население муниципального района (рабочий посёлок Арсеньево) составляет 49,35 % от всего населения муниципального района. Демографическая ситуация характеризуется продолжающимся процессом естественной убыли населения, связанной с высоким уровнем смертности и низким уровнем рождаемости.
Национальный состав
По итогам переписи населения 2020 года проживали следующие национальности (национальности менее 0,1 % и другое см. в сноске к строке «Другие»):
| Национальность | Численность, чел. | Доля     |
| -------------- | ----------------- | -------- |
| Русские        | 8557              | 90,23 %  |
| Армяне         | 273               | 2,88 %   |
| Украинцы       | 56                | 0,59 %   |
| Таджики        | 47                | 0,50 %   |
| Азербайджанцы  | 45                | 0,47 %   |
| Рутульцы       | 27                | 0,28 %   |
| Узбеки         | 25                | 0,26 %   |
| Чуваши         | 20                | 0,21 %   |
| Татары         | 19                | 0,20 %   |
| Грузины        | 15                | 0,16 %   |
| Кумыки         | 14                | 0,15 %   |
| Аварцы         | 13                | 0,14 %   |
| Осетины        | 12                | 0,13 %   |
| Молдаване      | 12                | 0,13 %   |
| Киргизы        | 11                | 0,12 %   |
| Другие         | 338               | 3,55 %   |
| Итого          | 9484              | 100,00 % |

## Территориальное деление
Административно-территориальное устройство
Арсеньевский район в рамках административно-территориального устройства включает 2 посёлка городского типа и 13 сельских округов:
| №     | Административно-территориальная единица | Код ОКАТО  | Население 2002 (чел.) | Соответствие сельскому поселению |
| ----- | --------------------------------------- | ---------- | --------------------- | -------------------------------- |
| 1e-06 | Посёлки городского типа:                |            |                       |                                  |
| 2e-06 | Арсеньево                               | 70 204 551 |                       |                                  |
| 3e-06 | Славный                                 | 70 204 567 |                       |                                  |
| 4e-06 | Сельские округа:                        |            |                       |                                  |
| 1     | Аранский сельский округ                 | 70 204 805 | 292                   | СП Манаенское                    |
| 2     | Астаповский сельский округ              | 70 204 810 | 398                   | СП Астаповское                   |
| 3     | Белоколодезский сельский округ          | 70 204 815 | 755                   | СП Астаповское                   |
| 4     | Бобровский сельский округ               | 70 204 835 | 615                   | СП Астаповское                   |
| 5     | Голубоченский сельский округ            | 70 204 830 | 484                   | СП Манаенское                    |
| 6     | Кузьменский сельский округ              | 70 204 850 | 450                   | СП Манаенское                    |
| 7     | Литвиновский сельский округ             | 70 204 855 | 619                   | СП Астаповское                   |
| 8     | Меркуловский сельский округ             | 70 204 867 | 244                   | СП Астаповское                   |
| 9     | Мокровский сельский округ               | 70 204 860 | 604                   | СП Астаповское                   |
| 10    | Рахлеевский сельский округ              | 70 204 870 | 306                   | СП Астаповское                   |
| 11    | Стрикинский сельский округ              | 70 204 875 | 330                   | СП Манаенское                    |
| 12    | Центральный сельский округ              | 70 204 865 | 1102                  | СП Манаенское                    |
| 13    | Ясенковский сельский округ              | 70 204 825 | 536                   | СП Астаповское                   |

Муниципальное устройство
В муниципальный район, в рамках организации местного самоуправления, входят 3 муниципальных образования, в том числе одно городское и два сельских поселения:
| №        | Муниципальное образование | Административный центр    | Количество населённых пунктов | Население (чел.) | Площадь (км²) |
| -------- | ------------------------- | ------------------------- | ----------------------------- | ---------------- | ------------- |
| 1e-06    | Городское поселение:      |                           |                               |                  |               |
| 1        | рабочий посёлок Арсеньево | рабочий посёлок Арсеньево | 1                             | ↗4680            | 7,72          |
| 1.000002 | Сельские поселения:       |                           |                               |                  |               |
| 2        | Астаповское               | деревня Астапово          | 68                            | ↘2657            | 680,05        |
| 3        | Манаенское                | посёлок Центральный       | 35                            | ↗2147            | 407,38        |

В 2006 году в муниципальном районе были созданы 1 городское и 5 сельских поселений. В 2008 году административно-территориальное образование Тула-50 (д. Прилепы Стрикинского сельского округа Арсеньевского района Тульской области) преобразовано в посёлок городского типа Славный, также в рамках организации местного самоуправления из муниципального образования Стрикинское было выделено новое муниципальное образование Славный и наделено статусом городского округа, выведенного из состава муниципального района.
В 2011 году были упразднены сельские поселения: Белоколодезское (включено в Астаповское), Стрикинское (включено в Манаенское), а в 2013 году — сельское поселение Бобровское (включено в Астаповское)

## Населённые пункты
В районе 105 населённых пунктов, в муниципальном районе — 104 населённых пункта (без пгт Славный).
| №          | Населённый пункт            | Тип             | Население (чел.) | Муниципальное образование | Сельский округ района |
| ---------- | --------------------------- | --------------- | ---------------- | ------------------------- | --------------------- |
| 1e-06      | Муниципальный район         |                 |                  |                           |                       |
| 1          | Арсеньево                   | рабочий посёлок | ↗4680            | рабочий посёлок Арсеньево |                       |
| 2          | Аненково                    | деревня         | →1               | Астаповское               | Рахлеевский           |
| 3          | Араны                       | село            | ↘129             | Манаенское                | Аранский              |
| 4          | Астапово                    | деревня         | ↘314             | Астаповское               | Астаповский           |
| 5          | Байдино                     | деревня         | →3               | Астаповское               | Литвиновский          |
| 6          | Бандиково                   | деревня         | 7                | Манаенское                | Стрикинский           |
| 7          | Батурский                   | посёлок         | 1                | Манаенское                | Голубоченский         |
| 8          | Белый Колодезь              | село            | ↗428             | Астаповское               | Белоколодезский       |
| 9          | Боброво                     | деревня         | ↗292             | Астаповское               | Бобровский            |
| 10         | Богданово                   | деревня         | →0               | Астаповское               | Литвиновский          |
| 11         | Большие Голубочки           | деревня         | ↘299             | Манаенское                | Голубоченский         |
| 12         | Большое Журино              | деревня         | ↗5               | Астаповское               | Литвиновский          |
| 13         | Большое Захарово            | деревня         | ↘25              | Астаповское               | Бобровский            |
| 14         | Будки                       | деревня         | →0               | Астаповское               | Литвиновский          |
| 15         | Буревестник                 | посёлок         | ↗310             | Астаповское               | Литвиновский          |
| 16         | Бутырки                     | деревня         | 0                | Манаенское                | Голубоченский         |
| 17         | Быковка                     | деревня         | →0               | Астаповское               | Меркуловский          |
| 18         | Варварино                   | село            | ↗172             | Астаповское               | Бобровский            |
| 19         | Выковка                     | деревня         | →5               | Астаповское               | Ясенковский           |
| 20         | Вязок                       | деревня         | →5               | Астаповское               | Ясенковский           |
| 21         | Гамово                      | деревня         | →0               | Астаповское               | Литвиновский          |
| 22         | Гольтяево                   | деревня         | →10              | Астаповское               | Рахлеевский           |
| 23         | Гремячка                    | деревня         | →0               | Астаповское               | Литвиновский          |
| 24         | Гришенково                  | деревня         | →0               | Астаповское               | Бобровский            |
| 25         | Дертихино                   | село            | →0               | Астаповское               | Литвиновский          |
| 26         | Дерюжкино                   | деревня         | 3                | Манаенское                | Стрикинский           |
| 27         | Докукино                    | деревня         | →11              | Астаповское               | Астаповский           |
| 28         | Дорогомыжка                 | деревня         | →12              | Астаповское               | Ясенковский           |
| 29         | Дубрава                     | деревня         | →1               | Астаповское               | Белоколодезский       |
| 30         | Еврееново                   | деревня         | →1               | Астаповское               | Бобровский            |
| 31         | Елизаветино-Блиновка        | деревня         | →3               | Астаповское               | Ясенковский           |
| 32         | Железница-Жизневских        | деревня         | →0               | Астаповское               | Белоколодезский       |
| 33         | Железница-Обрезково         | деревня         | ↘2               | Астаповское               | Белоколодезский       |
| 34         | Заречье                     | деревня         | →0               | Астаповское               | Белоколодезский       |
| 35         | Звягино                     | деревня         | →1               | Астаповское               | Литвиновский          |
| 36         | Ивановка 2-я                | деревня         | ↘11              | Астаповское               | Белоколодезский       |
| 37         | Ивановское                  | село            | ↘38              | Астаповское               | Астаповский           |
| 38         | Ильинка                     | деревня         | ↗2               | Астаповское               | Бобровский            |
| 39         | Иста                        | посёлок         | ↘204             | Астаповское               | Литвиновский          |
| 40         | Истьино                     | посёлок         | →13              | Астаповское               | Белоколодезский       |
| 41         | Колодези                    | деревня         | 19               | Манаенское                | Стрикинский           |
| 42         | Комарево                    | село            | 16               | Манаенское                | Голубоченский         |
| 43         | Корытинка                   | деревня         | 1                | Манаенское                | Стрикинский           |
| 44         | Кочережниково               | деревня         | →0               | Астаповское               | Рахлеевский           |
| 45         | Красноармеец                | посёлок         | →0               | Астаповское               | Ясенковский           |
| 46         | Красное                     | село            | ↘65              | Астаповское               | Ясенковский           |
| 47         | Красноселье                 | посёлок         | 5                | Манаенское                | Кузьменский           |
| 48         | Красный                     | посёлок         | 0                | Манаенское                | Голубоченский         |
| 49         | Кругливаново                | деревня         | →1               | Астаповское               | Литвиновский          |
| 50         | Кругстрахово                | деревня         | →2               | Астаповское               | Литвиновский          |
| 51         | Кудеяровка                  | деревня         | →10              | Астаповское               | Бобровский            |
| 52         | Кузьменки                   | село            | ↘304             | Манаенское                | Кузьменский           |
| 53         | Лелюхино                    | деревня         | 50               | Манаенское                | Кузьменский           |
| 54         | Литвиново                   | село            | ↗17              | Астаповское               | Литвиновский          |
| 55         | Любимово                    | деревня         | →4               | Астаповское               | Ясенковский           |
| 56         | Малое Захарово              | село            | →1               | Астаповское               | Бобровский            |
| 57         | Малые Голубочки             | деревня         | 16               | Манаенское                | Голубоченский         |
| 58         | Манаенки                    | село            | ↘265             | Манаенское                | Центральный           |
| 59         | Меркулово                   | село            | ↘229             | Астаповское               | Меркуловский          |
| 60         | Миново                      | деревня         | 15               | Манаенское                | Центральный           |
| 61         | Мишина Поляна               | село            | →0               | Астаповское               | Литвиновский          |
| 62         | Мокрое                      | село            | ↘187             | Астаповское               | Мокровский            |
| 63         | Мощевский                   | посёлок         | 3                | Манаенское                | Стрикинский           |
| 64         | Нагорный                    | посёлок         | 7                | Манаенское                | Аранский              |
| 65         | Нариманово                  | посёлок         | →0               | Астаповское               | Бобровский            |
| 66         | Нивны                       | село            | ↘20              | Астаповское               | Астаповский           |
| 67         | Нижние Ростоки              | деревня         | 5                | Манаенское                | Голубоченский         |
| 68         | Никольское-Кукуй            | деревня         | →1               | Астаповское               | Белоколодезский       |
| 69         | Огневой                     | посёлок         | 5                | Манаенское                | Аранский              |
| 70         | Октябрьский                 | посёлок         | ↘195             | Астаповское               | Белоколодезский       |
| 71         | Парахино                    | село            | →5               | Астаповское               | Меркуловский          |
| 72         | Первомайский                | посёлок         | ↘333             | Астаповское               | Мокровский            |
| 73         | Песочное                    | деревня         | 32               | Манаенское                | Аранский              |
| 74         | Полуэктово                  | село            | ↗17              | Астаповское               | Рахлеевский           |
| 75         | Поляны                      | деревня         | 36               | Манаенское                | Голубоченский         |
| 76         | Прилепы                     | деревня         | →7               | Астаповское               | Бобровский            |
| 77         | Прилепы                     | деревня         | 22               | Манаенское                | Стрикинский           |
| 78         | Протасово                   | деревня         | 16               | Манаенское                | Голубоченский         |
| 79         | Рахлеево                    | деревня         | ↗224             | Астаповское               | Рахлеевский           |
| 80         | Рыбкин 1-й                  | посёлок         | 2                | Манаенское                | Аранский              |
| 81         | Рыбкин 2-й                  | посёлок         | 4                | Манаенское                | Аранский              |
| 82         | Рыдань                      | деревня         | 0                | Манаенское                | Кузьменский           |
| 83         | Рязанцево                   | деревня         | →1               | Астаповское               | Астаповский           |
| 84         | Савенки                     | деревня         | →0               | Астаповское               | Бобровский            |
| 85         | Савинково                   | село            | →0               | Астаповское               | Литвиновский          |
| 86         | Садовый                     | посёлок         | →1               | Астаповское               | Литвиновский          |
| 87         | Синяково                    | деревня         | →0               | Астаповское               | Литвиновский          |
| 88         | Сороколетово                | село            | 12               | Манаенское                | Кузьменский           |
| 89         | Сороколетовское Лесничество | посёлок         | 0                | Манаенское                | Кузьменский           |
| 90         | Спасские Выселки            | деревня         | 2                | Манаенское                | Кузьменский           |
| 91         | Средние Ростоки             | деревня         | 1                | Манаенское                | Голубоченский         |
| 92         | Стрикино                    | деревня         | 24               | Манаенское                | Стрикинский           |
| 93         | Стромок                     | село            | →2               | Астаповское               | Рахлеевский           |
| 94         | Сычевка                     | деревня         | ↗152             | Астаповское               | Ясенковский           |
| 95         | Троицкое                    | село            | ↘12              | Астаповское               | Белоколодезский       |
| 96         | Фурсово                     | село            | 16               | Манаенское                | Голубоченский         |
| 97         | Хлопово                     | деревня         | ↗234             | Манаенское                | Стрикинский           |
| 98         | Центральный                 | посёлок         | ↘614             | Манаенское                | Центральный           |
| 99         | Часовня                     | деревня         | →20              | Астаповское               | Мокровский            |
| 100        | Чёрный Верх                 | село            | →1               | Астаповское               | Ясенковский           |
| 101        | Шмелевка                    | деревня         | →1               | Астаповское               | Ясенковский           |
| 102        | Юрьково                     | село            | →0               | Астаповское               | Литвиновский          |
| 103        | Ясенки                      | деревня         | ↘188             | Астаповское               | Ясенковский           |
| 104        | 8 Марта                     | посёлок         | →0               | Астаповское               | Меркуловский          |
| 104.000002 | Городской округ             |                 |                  |                           |                       |
| 105        | Славный                     | пгт             | ↗1894            | Славный                   |                       |

Упразднённые населённые пункты:
- 1986 год — деревня Ивановка 1-я, посёлок Борец Белоколодезского сельсовета, посёлок Андрияновский Голубоченского сельсовета, деревня Средние Лучки Мокровского сельсовета, деревня Дебрицы Стрикинского сельсовета, посёлок Андрейкинский Центрального сельсовета, деревня Кологреевка Ясенковского сельсовета[43].

## Местное самоуправление
Муниципальное образование Арсеньевский район образовано Законом Тульской области от 3 марта 2005 года № 541-ЗТО «О переименовании муниципального образования „Арсеньевский район“ Тульской области, установлении границ, наделении статусом и определении административных центров на территории Арсеньевского района Тульской области».
Собрание представителей муниципального образования Арсеньевский район формируется из глав поселений, входящих в состав муниципального образования, и из депутатов Собраний депутатов указанных поселений, избираемых Собраниями депутатов поселений из своего состава, в соответствии с равной независимо от численности населения поселения нормой представительства, которая составляет 4 депутатов от каждого поселения. Собрание представителей муниципального образования Арсеньевский район состоит из 15 депутатов, срок полномочий которых соответствует сроку полномочий депутатов поселений и составляет 5 лет. Глава администрации муниципального образования Арсеньевский район Михаил Николаевич Трифанов назначен по контракту 27 мая 2019 года, срок полномочий составляет 5 лет.

## Официальная символика
Геральдическое описание герба Арсеньевского района гласит: «В лазоревом (синем, голубом) поле — над двумя золотыми, перевитыми серебряной лентой снопами накрест две серебряные сабли с дужками на золотых рукоятях, положенные одна против другой в стропило, поверх которых — золотая стрела в пояс; над остриями сабель — серебряная звезда о восьми лучах». Утверждён Решением Арсеньевской районной Думы № 8/84 от 27 июня 2002 года. Герб зарегистрирован в Государственном геральдическом регистре России под № 1006.
Лазоревое поле и два изогнутых меча (ятаганы) взяты из герба дворянского рода Арсеньевых, по преданию восходившего к Ослану-Мурзе Челебею, выехавшему в 1389 году из Золотой Орды к великому князю московскому Дмитрию Донскому и принявшему православие с именем Прокопий. Его старший сын, Арсений, стал родоначальником Арсеньевых. Серебряная звезда — символ путеводности, вечности, высоких идеалов и устремлений, говорит о том, что в Арсеньевском районе родился Семён Иванович Челюскин (ок. 1700—1764), полярный исследователь, участник Великой Северной экспедиции, исследовавший северную оконечность Евразии (ныне — мыс Челюскин), и сыгравший главную роль в открытии полуострова Таймыр. Два снопа отражают Арсеньевский район как сельскохозяйственный, расположенный на реке Исте, изображенной серебряной лентой.
Флаг Арсеньевского района разработан на основе герба Арсеньевского района и повторяет его символику. Утвержден решением Собрания представителей муниципального образования Арсеньевский район от 31 января 2020 года № 16/74.

## Экономика
На 1 января 2022 года по статистическим данным хозяйственную деятельности в Арсеньевском районе осуществлили 286 хозяйствующих субъекта, из которых 252 индивидуальных предпринимателей и 34 малых предприятия. За 2021 год доля налоговых поступлений от малого и среднего бизнеса в консолидированный бюджет муниципального образования Арсеньевский район выросла на 36,5 % (2021 год-15,7 млн руб.) по сравнению с 2020 годом (11,5 млн.руб.).
На территории муниципального образования Арсеньевский район действуют 6 сельскохозяйственных предприятий: ООО «Автомехпром», ЗАО «Деметра», СПК «Октябрьский», ООО «Прогресс», ООО «Радонеж Арсеньево», ООО «Урожай». Доля прибыльных сельскохозяйственных организаций в 2021 году составила 83,3 %.
На крупных и средних предприятиях и некоммерческих организациях среднемесячная заработная плата в 2021 год составила 30699 рублей 10 копеек и выросла к уровню 2020 года на 10,7 % (2020 год — 27734 рублей 80 копеек). В муниципальных дошкольных образовательных учреждениях среднемесячная заработная плата в 2021 году сложилась в сумме 22649 рублей, что на 10,4 % больше уровня прошлого года (2020 год — 20513 рублей 60 копеек). В муниципальных общеобразовательных учреждениях − 31230 рублей 20 копеек, что больше уровня 2020 года на 11,3 % (28059 рублей 80 копеек).

## Транспорт
В муниципальном образовании Арсеньевский район всего зарегистрировано 94,145 км муниципальных автодорог общего пользования местного значения. Население, проживающее в населенных пунктах, не имеющих регулярного автобусного или железнодорожного сообщения, отсутствует. Железнодорожная станция Арсеньево в настоящий момент фактически не эксплуатируется.

## Социальная сфера
В сфере культуры работают 6 муниципальных учреждений — это 1 межпоселенческая библиотека (6 структурных подразделений), 3 учреждения клубного типа (4 структурных подразделения), Арсеньевский историко-краеведческий музей и детская школа искусств. Крупнейшим из них является Арсеньевский центр культуры, досуга и кино, который занимается организацией культурных и спортивных событий. На его базе действуют народный детский драматический коллектив «Арсинка» и народный вокальный коллектив «Любава».
На территории района расположено 23 плоскостных спортивных сооружений. За последние 5 лет в посёлке Арсеньево построены 2 спортивные площадки, «Газпром — детям», 1 хоккейная площадка, мини-стадион с искусственным покрытием МОУ «Арсеньевская СОШ», спортивная площадка для тестирования нормативов комплекса ГТО и городошная площадка. Доля населения, систематически занимающегося физической культурой и спортом, в 2021 году составляла 48,6 %.
Муниципальных организаций в сферах охраны здоровья и социального обслуживания на территории района нет.

## Туризм

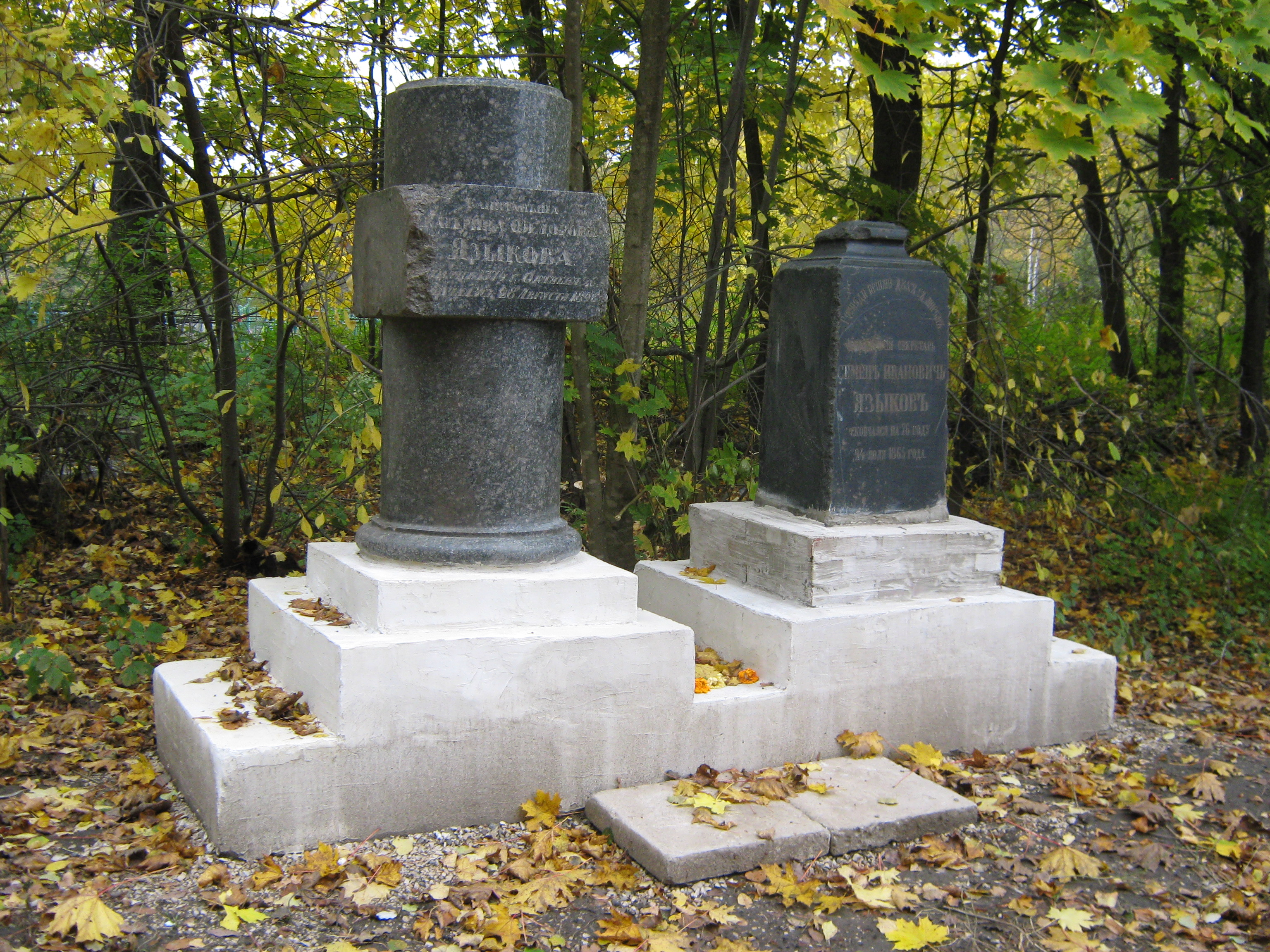
Надгробие Языковых

Туризм на территории Арсеньевского района развит слабо, и основными его направлениями являются культурно-познавательный, религиозный и экологический.

### Культурно-познавательный
В посёлке Арсеньево находится единственный музей в районе — Арсеньевский районный краеведческий музей, созданный в 1992 году. Его экспозиции рассказывают об истории района, географии, фольклоре, показывают крестьянский быт, знакомят посетителей с жизнью знаменитых уроженцев.
На территории современного Арсеньевского района до Октябрьской революции располагалось несколько дворянских усадеб, из которых которых сохранилась только одна — усадьба Хлопово, созданная в конце XIX века и до 1917 года принадлежавшая Александре Николаевне Мосоловой, жене тульского помещика, белёвского уездного депутата Дворянского собрания, штабс-ротмистра Александра Фёдоровича Мосолова. Сохранились двухэтажный главный дом в формах классицизма, одноэтажный флигель, конюшня с каретным сараем, хозяйственные строения, фрагменты аллей регулярного липового парка. Поблизости находится комплекс больницы, построенной на средства Мосоловых.
На территории исчезнувшего села Мишина Поляна находилась усадьба полярного исследователя Семёна Ивановича Челюскина (1707—1764), чьим именем назван мыс — самая северная точка Евразии. В этом селе исследователь Арктики был захоронен. 7 июля 2013 года в пойме реки Журка, недалеко от места, где находилось родовое имение Челюскиных, был установлен памятный знак «Поклонный крест» в честь 270-летия открытия Семеном Челюскиным самой северной точки Евразии.
В Дорогомыжке располагалась усадьба, в которой в детстве жил композитор Александр Даргомыжский. На месте усадьбы установлена памятная стела, надпись на которой гласит, что именно здесь родился композитор. Ежегодно в первую субботу июля в деревне проходит музыкально-песенный праздник «Песни родины Даргомыжского».
На территории Арсеньевского района располагаются 25 братских захоронений, 14 из которых являются памятниками регионального значения. Наиболее крупные военные мемориалы находятся в посёлке Арсеньево: Курган Бессмертия, созданный в 1970 году над братской могилой воинов, погибших в боях Великой Отечественной войны у деревни Рахлеево, а также Аллея Героев со стелой и скульптурой женщины-матери в парке Центра культуры и досуга.
На кладбище церкви Троицы Живоначальной в селе Комарево захоронены Семён Иванович Языков, крестный отец Льва Николаевича Толстого и его мать Екатерина Федоровна Языкова.

### Религиозный

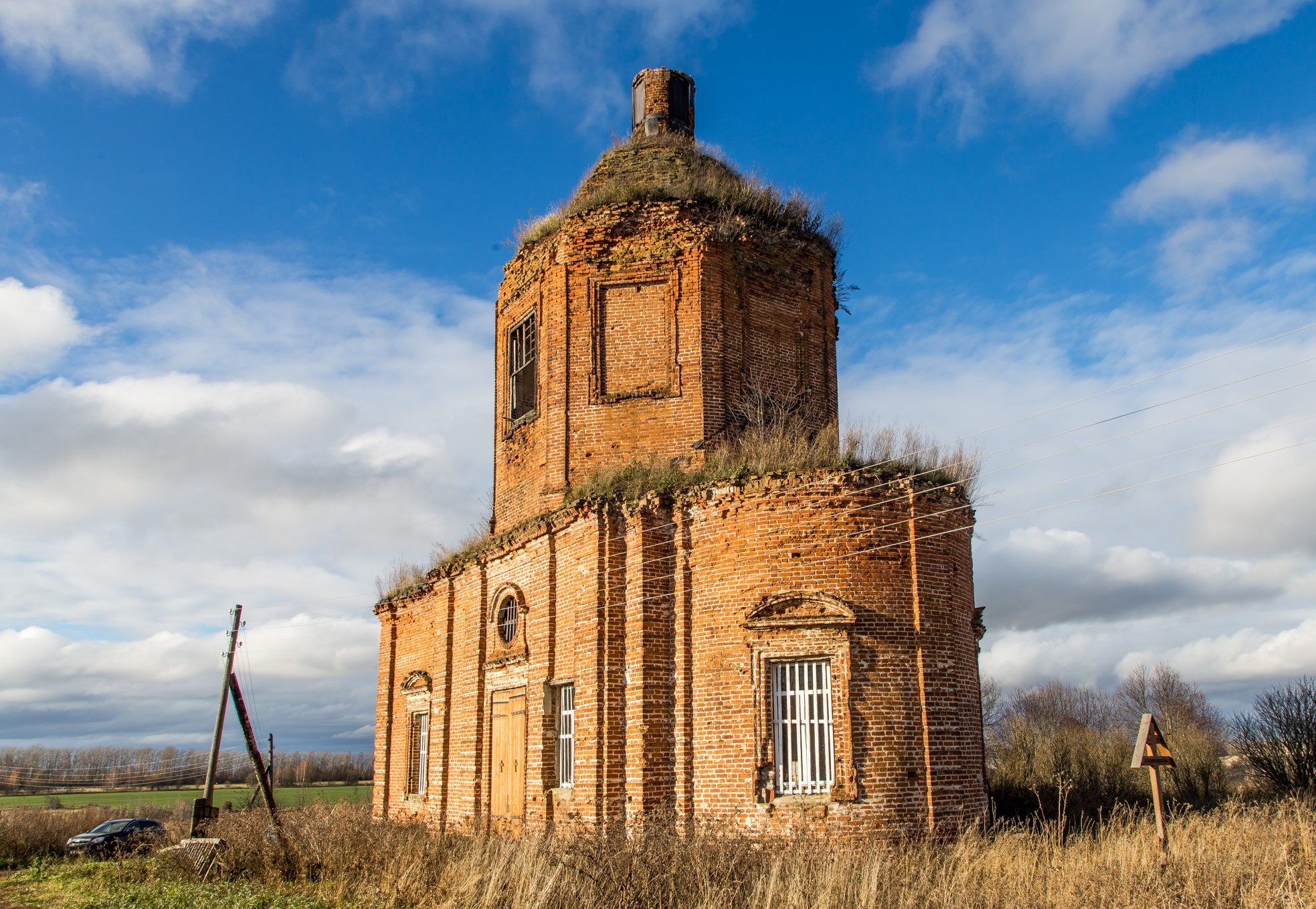
Церковь Сретения Господня в стиле барокко в Нивнах

На территории Арсеньевского района находится 15 православных церквей, из которых действуют только 2. Большинство церквей имеют статус памятников регионального и местного значений и приняты на госохрану Решением райисполкома № 158 от 6 июня 1989 года и Решением облисполкома № 6-171 от 6 октября 1978 года.
Архитектурные стили церковного зодчества представлены барокко в церквях Казанской иконы Божией Матери в урочище Жимарино (XVIII век) и Сретения Господня в селе Нивны (1733—1740), классицизмом в церквях Димитрия Ростовского в селе Литвиново (1756—1806), Троицы Живоначальной в селе Комарево (1793), Тихвинской иконы Божией Матери в селе Меркулово (1793), Спаса Преображения в селе Парахино (1816—1884), русско-византийским стилем в церквях Троицы Живоначальной в селе Чёрный Верх (1849), Георгия Победоносца в селе Манаенки (1884—1892) и Николая Чудотворца в селе Красное (1916) и эклектикой в церкви Рождества Пресвятой Богородицы в урочище Верхние Лучки (1902).
На территории района также находятся несколько руинированных храмов, определить архитектурный стиль которых невозможно: церковь Покрова Пресвятой Богородицы в село Дертихино (1885), колокольня церкви Спаса Нерукотворного Образа в селе Белый Колодезь (1824) и колокольня церкви Казанской иконы Божией Матери в урочище Рудино (1812). В деревне Дорогомыжка находится часовня-купель, построенная в 2015 году на источнике, который по народным поверьям, обладает целительной силой.

### Экологический
В Арсеньевском районе можно наблюдать сохранившиеся леса Федяшевской засеки — дубравы, которые покрывали значительную часть местности на территории современных деревень Варварино, Фурсово, Комарево, Араны и Литвиново для защиты Московское государство от набегов татар. На опушке леса в 200 м восточнее деревне Сороколетово расположен памятник природы регионального значения дубы «Девять братьев». Дубы необычной формы с девятью сросшимися в основании стволами известны лесоводам более 75 лет, а с 1946 года за их состоянием установлен контроль. Возраст дубов оценивается в 150 лет, их высота — 32-35 м.
Памятники археологии представлены курганной группой VIII—X веков северо-восточнее деревне Средние Ростоки, остатки городищ, датируемых ранним железным веком и XII—XIII веками на территории деревни Фурсово на треугольном мысе между оврагом и руслом речки Городенки.